# Rhizidiovirus
Rhizidiovirus es un género de virus de ADN que infectan hongos. Contienen un genoma de ADN bicatenario y por lo tanto se incluyen en el Grupo I de la Clasificación de Baltimore.
Es un virus de colocación incierta ya que desde la década de 1980 no se ha observado. Por la arquitectura de la cápside icosaédrica y el genoma de ADN bicatenario posiblemente pertenezca a Varidnaviria o Duplodnaviria, aunque no puede comprobarse en ausencia de especímenes. La arquitectura de la cápside es similar a la de los virus gigantes icosaédricos de Varidnaviria aunque los rhizidiovirus son pequeños en comparación con estos, sin embargo no puede descartarse una relación con Duplodnaviria.

## Características
Las cápsides de los rhizidiovirus no tienen envoltura vírica y tienen geometrías icosaédricas, redondas e isométricas. El diámetro es de alrededor de 60 nm. El genoma es de ADN bicatenario lineal no segmentado y ~ 25,5 kilobases de longitud. Tiene un contenido de guanina + citosina del 42%. Codifica al menos 14 proteínas con pesos moleculares entre 84,5 y 26 kilo Daltons.
El virus parece permanecer latente dentro del hongo hasta que se estresa. Los viriones se replican primero en el núcleo. A esto le sigue la desintegración del núcleo y el citoplasma del huésped y su reemplazo por estructuras paracristalinas compuestas de virones. Estas estructuras aparecen primero en asociación con las mitocondrias. Después de que el núcleo y el citoplasma han sido reemplazados, la pared celular se rompe y se liberan los viriones al medio. La transmisión vertical también parece ser posible.